# لاکومب (لوئیزیانا)
لاکومب (به انگلیسی: Lacombe) شهری در ایالت لوئیزیانا کشور ایالات متحده آمریکا است که جمعیت آن در سرشماری سال ۲۰۱۰ میلادی، ۸٬۶۷۹ نفر بوده‌است.